# 西川かな
西川 かな（にしかわ かな、1988年9月15日-）は、日本のAV女優。ゼロサムプロダクション所属。
身長:165cm。スリーサイズ:B87(D-65)・W58・H86cm。

## 略歴・人物
2009年にAVデビュー。股下87cmの美脚の持ち主。

## 出演作品

### アダルトビデオ
2009年
- 美脚ミニスカ 09 （12月19日（レンタル） / 2010年1月22日（セル）、クリスタル映像）オムニバス作品 他出演:星崎アンリ、加藤ツバキ、持田ルナ

2010年
- Poison Snow （1月25日、C-Format）
- おはズボッ! 引きずってでもワレメにブチ込め! 入れたらすぐ感じちゃう素人娘スペシャル （2月11日、アテナ映像）オムニバス作品 他出演:金子優、愛川ゆめこ、若月ゆうな、市川よしの
- 乳首オナニー 2 （3月5日、オフィスケイズ）オムニバス作品 他出演:希内あんな、平山みな、相田理沙、平松恵理香
- 美脚 （3月13日、E-BODY）…共演:nao.
- OLバキュームフェラ集団 （3月19日、イエロー）共演:柳田やよい、鈴木杏里、鷹宮りょう、杏あづさ、浅見友紀、横山みれい、愛音ゆり
- AV女優オールスター☆ROOKIE乱交水泳大会 （3月19日、ROOKIE）共演:三浦加奈、森永ひよこ、愛音ゆり、辻本りょう、沢木樹里、小峰ひなた、今野梨乃、一戸のぞみ、星優乃、Rina、君嶋かりん、南ももか、一色さえ、真中ゆかり、杏あづさ
- 手コキでベロちゅ〜 11 12人の接吻&手淫絶頂 （5月19日、イエロー）オムニバス作品 他出演:MOKA、大沢かな、鈴木杏里、杏あづさ、山下舞、愛あいり、福田みき、池谷ひかる、秋菜サラ、浅見友紀、横山みれい
- ネイキッドヒロイン 14 ハイパーコスプレイダー編 （5月28日、GIGA）
- 新・元祖スーパーヒロイン 02 シャドウレディ編 （5月28日、GIGA）
- Gal's NIGHT 10 （7月1日、グローリークエスト）共演:梨杏、伊藤ユリエ、加藤はる希、葉山由佳
- ギャルフェラチオ 2 （8月27日、クリスタル映像）オムニバス作品 他出演:RUMIKA、葵ぶるま、相原りな、鈴木さとみ、愛菜りな、森ななこ、紗奈、恵けい、加藤はる希、松すみれ、葉月しおり、梨杏、稲森しほ、伊藤ユリエ、葉山由佳

### イメージビデオ
- 女の旅湯 「西丹沢、中川温泉編」 6人の艶女たち （2009年12月29日、オルスタックピクチャーズ）他出演:雨宮麻里、園崎雅、小畑ゆう、水咲ゆい